# Puycelsi
Puycelsi – miejscowość i gmina we Francji, w regionie Oksytania, w departamencie Tarn. W 2013 roku jej populacja wynosiła 466 mieszkańców. Przez gminę przepływa rzeka Vère. 